# Мавлютово (Кушнаренковський район)
Мавлю́тово (рос. Мавлютово, башк. Мәүлет) — присілок (у минулому селище) у складі Кушнаренковського району Башкортостану, Росія. Входить до складу Бакаєвської сільської ради.
Населення — 38 осіб (2010; 49 у 2002).
Національний склад:
- башкири — 63 %
- татари — 37 %